# I'm Real (canção de James Brown)
"I'm Real" é uma canção funk e R&B gravada por James Brown. Foi co-escrita e produzida pelo grupo Full Force e aparece no álbum de Brown de 1988 de mesmo nome. Lançada como single neste mesmo ano, alcançou o número 2 da parada R&B. Foi o primeiro trabalho de James Brown com uso de scratches. Descrita na revista Rolling Stone como a canção "Eu sou [Brown] o rapper original", e suas letras afirmam sua primazia e relevância como artista sobre e contra muitos músicos que sampleiam seu trabalho.